# Neomochtherus alaicus
Neomochtherus alaicus là một loài ruồi trong họ Asilidae. Neomochtherus alaicus được Lehr miêu tả năm 1996. Loài này phân bố ở vùng Cổ Bắc giới.